# Qostanay
Qostanay (in kazako Қостанай?) è una città del Kazakistan, capoluogo dell'omonima regione.
Sorge sul fiume Tobol, affluente di sinistra del fiume Irtyš.

## Infrastrutture e trasporti
La città è servita dall'aeroporto di Qostanay, che si trova a pochi chilometri dal centro cittadino.